# Zeekantwerk
Zeekantwerk of zeevitrage (Conopeum reticulum) is een mosdiertjessoort uit de familie van de Electridae. De wetenschappelijke naam van de soort werd in 1767 voor het eerst geldig gepubliceerd door Carl Linnaeus.

## Beschrijving
Kolonies zeekantwerk vormen uitgebreide gaasachtige korsten op diverse soorten substraten, zoals schelpen, stenen, palen en ondergedompelde structuren. Individuen (zoïden) binnen de kolonie zijn ongeveer 0,4-0,6 bij 0,2-0,3 mm groot, langwerpig, rechthoekig of veelhoekig in omtrek met een verdikte, fijnkorrelige rand. De verkalkte rand draagt af en toe een paar dunne, puntige, delicate stekels. Het bovenste (frontale) oppervlak van zoïden is vliezig met aan één uiteinde een halfronde lichtbruine operculum. Aan het eind van vrijwel elke zoïde ontwikkelen sommige kolonies een paar driehoekige kenozoïden, terwijl bij andere kolonies deze kenozoïden zelden of helemaal niet voorkomen (wat in Nederland vaak zo is). In zijn geheel kan zo'n kolonie een behoorlijk groot oppervlak krijgen.

## Verspreiding
zeekantwerk is aanwezig in het Kattegat en de oevers van de zuidelijke Noordzee. Langs de gehele kust van België en Nederland is het een algemeen voorkomende soort. Het is onlangs ook opgenomen in de westelijke Middellandse Zee. Deze soort komt met name voor rond de kust van Wales en langs de zuidkust van Groot-Brittannië.